# Сюрногурт
Сюрногу́рт (рос. Сюрногурт) — присілок в Дебьоському районі Удмуртії, Росія.

## Населення
Населення — 524 особи (2010; 566 в 2002).
Національний склад станом на 2002 рік:
- удмурти — 70 %
- росіяни — 30 %

## Урбаноніми[3]
- вулиці — Гагаріна, Зарічна, Молодіжна, Сибірська, Ювілейна